# KCTI
Koordinaten: 29° 30′ 11″ N, 97° 27′ 9″ W
KCTI (auch KCTI-AM 1450; Slogan: The Sound of Texas) ist eine terrestrische öffentliche Radiostation in den Vereinigten Staaten, die mit einem FM-Übersetzer verbunden ist. Sie ist lizenziert in Gonzales, Texas, und gehört Texas Public Radio aus San Antonio.
Von 17. November 1947 bis zum 31. August 2015 sendete KCTI unter der Leitung von Gonzales Communications im Texas Country-Format. 
Am 2. Januar 2017 kehrte KCTI unter neuer Leitung mit einem öffentlichen Radioprogramm bestehend aus Nachrichten, Gesprächen und Unterhaltung zurück. KCTI wird nun von Texas Public Radio mit Sitz in San Antonio, Texas, betrieben.
Im März 2016 durften die KCTI-Rufzeichen von der Maranatha Church of Laredo, ehemaliger Besitzer von KCTI, für die gleichfalls in Gonzales lizenzierte 88.1 KITG, als KCTI-FM wiederverwendet werden. Dies wurde von den neuen Eigentümern von KCTI, Texas Public Radio, angefochten, die KCTI von Gonzales Communications erworben hatten. Daraufhin richtete T.P.R. eine Bitte an die Bundeskommunikationskommission, Sun Radio aufzufordern, die Rufzeichen aufzugeben, die ihrer Meinung nach ihnen zustanden, und stattdessen andere zu wählen. Als Antwort auf Texas Public Radio erklärte die Kommission, dass sie niemals die Verwendung eines Sekundärrufzeichens ohne "Zustimmung des Benutzers" des Primärrufzeichens genehmigt hätte. In diesem Fall sei die E-Mail des ehemaligen General Managers von 1450 KCTI, in der er erklärte, dass er kein Problem damit habe, dass die FM-Station KCTI-FM verwendet, ausreichend gewesen und habe die Zustimmung des KCTI-Eigentümers zum Zeitpunkt des Geschäfts erhalten. Daher durfte Sun Radio weiterhin die FM-Seite des KCTI-Rufs verwenden, obwohl sie die ursprüngliche AM-Einrichtung nicht besitzen und auch nicht die Zustimmung des aktuellen KCTI-Eigentümers haben, damit die beiden Einrichtungen die langjährige Tradition der Anrufe aus Gonzales teilen.
KCTI-FM fungiert als Partner von Sun Radio mit lokalem Programm, das aus Übertragungen der Gonzales Apache Football-Spiele und Sonntagmorgengottesdiensten besteht.